# Namibisch honkbalteam

Vlag van Namibië.

Het Namibisch honkbalteam is het nationale honkbalteam van Namibië. Het team vertegenwoordigt Namibië tijdens internationale wedstrijden. Het Namibisch honkbalteam hoort bij de Afrikaanse Honkbal & Softbal Associatie (AHSA).